# João Fiani
João Luiz Fiani (Palmeira, 8 de setembro de 1963) é um radialista, ator, dramaturgo, produtor, diretor teatral, empresário e político brasileiro, filiado ao Partido da Social Democracia Brasileira (PSDB).
Iniciou no teatro, aos treze anos de idade, quando participou de um grupo teatral em seu colégio, na cidade do Rio de Janeiro, onde cresceu. Também atuou no grupo teatral do Colégio Estadual do Paraná e especializou-se na área, quando fez o Curso Permanente de Teatro, no Teatro Guaíra.
No início da década de 1990, fundou o Teatro Lala Schneider, sendo o primeiro teatro privado na cidade de Curitiba, inaugurado em 23 de abril de 1994. Além do "Lala Schneider", é proprietário ou administra teatros, grupos teatrais e cursos, como: Casa de Teatro Edson d'Avila, Cia. Máscaras de Teatro, Metáphora Cia. de Teatro e o Núcleo de Profissionalização Teatral.
Em 1999, ganhou o principal prêmio do teatro paranaense, o Troféu Gralha Azul, como melhor diretor.
No cinema e televisão, participa de novelas, programas e filmes de destaque nacional, entre eles: Roda de Fogo, Meu Bem, Meu Mal, Lua Cheia de Amor, Chico Anysio Show, A Grande Família, Força-Tarefa, Babilônia, na Rede Globo; Domingo de Graça, Mania de Querer, Lupu Limpim Clapla Topo, na Rede Manchete.
Foi radialistas em empresas do Sistema Jornal do Brasil e em rádios de Curitiba.
Na vida pública, presidiu o Sindicato dos Produtores de Artes Cênicas do Paraná e a Associação dos Teatros Particulares do Estado do Paraná e em 2015, foi nomeado Secretário de Estado, na pasta da Secretária de Cultura do Estado do Paraná, na gestão de Beto Richa.

## Carreira
Algumas de suas atuações:

### Filmes
- O Mundo Perdido de Kozak, de Fernando Severo, 1998.
- Agora e que são Elas, de Beto Carminatti, 2002.
- Balada do Vampiro, de Beto Carminatti, 2007,[13] recebendo o prêmio de melhor ator no Festival Latino Americano de Curta-Metragens de Canoa Quebrada.[14]

### Televisão
- Roda de Fogo
- Meu Bem, Meu Mal
- Lua Cheia de Amor
- Chico Anysio Show
- A Grande Família
- Força-Tarefa
- Babilônia
- Domingo de Graça
- Mania de Querer
- Lupu Limpim Clapla Topo
- Revista RPC, vários "Casos e Causos"

### Teatro
Como ator, diretor e autor (escreveu aproximadamente 100 peças), ganhando o Prêmio Pró-Cena da Fundação Cultural de Curitiba, em 1995; o Troféu Poty Lazarotto, em 1997; e o Troféu Gralha Azul, em 1999:
- Mistérios de Curitiba
- O Vampiro contra Curitiba
- O Vampiro e A Polaquinha
- Macho Não Ganha Flor
- Agora É Que São Elas
- Guerra Dentro da Gente
- Nem Freud Explica
- Casa do Terror
- Um Chifre Nasceu em Mim
- A Cigarra e a Formiga
- Cinderela
- Gasparzinho, o Fantasminha Camarada
- Desejo na Rua das Flores
- O Nosso Amor a Gente Inventa
- Uma mordida na lua
- Ah...Damas do Balacobaco
- Calígula, o Imperador do Sexo
- O Jogo da Independência
- Virgem Louca, Loucos Beijos
- Receita de Curitibana
- Cem Anos, o musical
- As Mocinhas da Cidade
- Grease
- Zumbi
- Colônia Cecília
- O Carrasco do Sol
- O Mágico de Oz
- O Inimigo do Povo
- Gritaria nos Muros da Cidade
- Don Juan de Molière